# Йосиф Заячківський
Йо́сиф Заячкі́вський (хресне ім'я Іва́н; 14 червня 1889, Білобожниця — 20 березня 1952, Мерано, Італія) — український греко-католицький ієромонах-василіянин, церковний діяч, генеральний секретар Василіянського Чину святого Йосафата (1932—1949), ректор Української Папської колегії святого Йосафата (1946—1952).

## Життєпис
Іван Заячківський народився 14 червня 1889 року в с. Білобожниця Чортківського повіту в сім'ї Михайла і його дружини Катерини з роду Чайковських. Середню освіту здобув у Бучачі. 30 липня 1906 року вступив на новіціят до Василіянського Чину в Крехівський монастир. На облечинах отримав монаше ім'я Йосиф. Перші обіти склав 19 березня 1908 року в Крехові, а вічні 28 серпня 1911 року. У Крехові закінчив два роки гуманістики і рік риторики й у 1910 році переїхав на філософські студії до Лаврівського монастиря. Після двох років філософії призначений на вчителя в Місійний інститут імені святого Йосафата в Бучачі (1912/1913 н. р.). У 1913/1914 навчальному році викладав латинську мову для василіянських студентів другого року гуманістики в Крехові. У перший місяць Першої світової війни був санітаром у Заліщиках. Потім через Угорщину виїхав до Рима на богословські студії до Української Папської колегії святого Йосафата. Після року богословських студій в Папському Григоріянському університеті, переїхав до Інсбрука в колегію єзуїтів Канізіянум. Висвячений на священника 15 липня 1917 року.
15 січня 1920 року провінційні настоятелі призначили о. Йосифа Заячківського ігуменом Добромильського монастиря і прокуратором монастиря в Буковій, але вже 4 жовтня цього ж року отримав нове призначення — соція протоігумена і секретаря провінції Найсвятішого Спасителя. Після закінчення каденції секретаря став ігуменом Дрогобицького монастиря (8 листопада 1926) та адміністратором парафії. У Дрогобичі о. ігумен Йосиф Заячківський був членом міської ради і брав активну участь у житті міста.
На першій Генеральній капітулі Василіянського Чину в Добромилі в червні 1931 року обраний на посаду Генерального секретаря та економа Василіянського Чину і в листопаді 1931 року з Генеральною управою переїхав до Рима. Завдяки старанням о. Йосифа Заячківського Генеральна курія ЧСВВ отримала в Римі приміщення при церкві святих мучеників Сергія і Вакха. З архимандритом о. Діонисієм Ткачуком у рамках канонічних візитацій відвідував монастирі василіян в Галичині, Угорщині і Румунії. Упродовж 1934—1937 років навчався в Папському Латеранському університеті, де здобув ліценціят з обох прав та закінчив докторські студії. З 1937 року радник Папської комісії з кодифікації східного канонічного права. Працював у Комісії для видання літургічних книг, будучи також радником Літургічної секції при Конгрегації для Східної Церкви (з 6 березня 1948).
У грудні 1946 року о. Йосиф Заячківський був призначений проректором Української Папської колегії святого Йосафата, а в жовтні 1948 року отримав потвердження на ректора цієї колегії. У червні 1949 року призначений другим Головним радником Василіянського Чину.
Помер 20 березня 1952 року в лікарні міста Мерано, Італія. Похований у василіянській крипті на римському цвинтарі «Кампо Верано».